# SPM

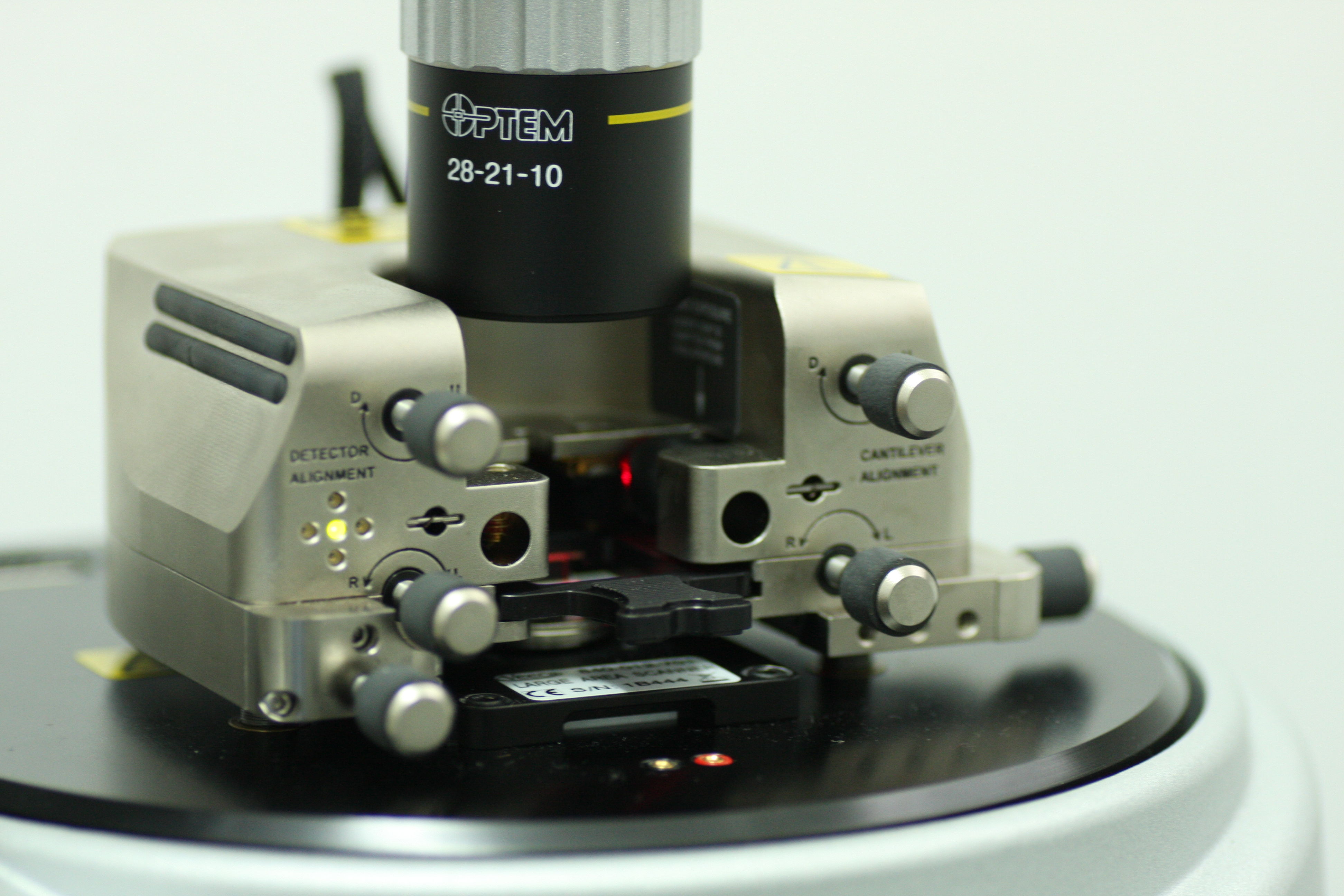
Zbliżenie głowicy mikroskopu ze skanującą sondą w konfiguracji mikroskopii sił atomowych.

SPM (ang. Scanning Probe Microscope; mikroskop ze skanującą sondą) – ogólna nazwa całej rodziny mikroskopów, których zasada działania polega na:
1. skanowaniu, czyli przemiataniu pola widzenia mikroskopu liniami, każda linia jest następnie mierzona punkt po punkcie – obraz tworzony na podstawie tych pojedynczych punktów pomiarowych
2. wybór punktu pomiarowego następuje poprzez poruszanie nad próbką sondy (próbnika) – zasadniczy pomiar określonej właściwości badanej próbki jest dokonywany za pomocą tej sondy.

Skanowanie z reguły realizowane jest za pomocą tzw. skanera lub skanerów piezoelektrycznych skonstruowanych najczęściej w ten sposób, że próbka może poruszać się względem głowicy mikroskopu z sondą (lub głowica względem próbki) w 3 wymiarach. Poruszanie poziome zapewnia wybór kolejnych linii obrazu (współrzędna y) oraz skanowanie linii (kolejne punkty – współrzędna x). Skaner pionowy – z reguły o większej rozdzielczości – zapewnia uzyskiwanie zmiany pionowego położenia sondy względem próbki (współrzędna z).

## Odmiany SPM
W zależności od:
- sposobu realizacji pomiaru,
- rodzaju mierzonej właściwości,
- środowiska pomiaru,

wyróżnia się szereg odmian SPM (brakuje literatury polskiej stąd są częste problemy z terminologią):
- Skaningowy mikroskop tunelowy (ang. Scanning Tunneling Microscope, STM, historycznie pierwszy SPM) – pomiar przepływu prądu elektrycznego pomiędzy metalową sondą a przewodzącą próbką; zasadniczo pomiar odbywa się w próżni
- Mikroskop sił atomowych, skaningowy mikroskop atomowy (ang. Atomic Force Microscope, AFM) – pomiar odchylenia miniaturowej „dźwigienki”-ramienia (ang. ang. cantilever) z umocowaną sondą (ang. ang. cantilever tip, odbicie promienia lasera od końcówki sondy – wykrywany ruch góra-dół) w wyniku kontaktu z powierzchnią lub oddziaływania van der Waalsa itp.; wersja podstawowa nazywana jest TAFM (topograficzny AFM); pomiar odbywa się na wolnym powietrzu (może być próżnia), można wykonywać pomiary w roztworach lub środowisku agresywnych gazów, także w podwyższonych temperaturach, również w trakcie przebiegających reakcji chemicznych
  - Mikroskop sił bocznych (ang. Lateral Force Microscope, LFM) – reaguje na siły van der Waalsa itp., ale także na lepkość powierzchni (czteropolowy czujnik światła lasera – ruch góra-dół i prawo-lewo)
  - Mikroskop siły tarcia (ang. Friction Force Microscope, FFM) – zbliżony do LFM
  - Skaningowy mikroskop fazowy (ang. Phase Detection Microscope, PDM, pozwala odróżniać powierzchnie elastyczne i nieelastyczne poprzez wykrywanie przesunięcia fazowego pomiędzy impulsem wymuszającym a odpowiedzią układu)
  - Mikroskopia z modulacją siły (ang. Force Modulation Microscope, FFM, podobnie jak PDM)
  - Mikroskop siły elektrostatycznej (ang. Electrostatic Force Microscope) – pomiar ładunku/potencjału powierzchni próbki (np. badanie układów scalonych w trakcie ich działania)
  - Mikroskop sił magnetycznych (ang. Magnetic Force Microscope, MFM) – wykrywanie domen magnetycznych i ich namagnesowania (np. badanie powierzchni dysków komputerowych)
  - Skaningowy mikroskop termiczny (ang. Thermal Scanning Microscope, TSM, określa temperaturę i przewodnosc cieplną próbki dzięki użyciu ramienia sondy zbudowanego z dwu warstw różniących się rozszerzalnością cieplną – na tej samej zasadzie co bimetal w żelazku)
  - Skaningowy mikroskop pojemnościowy (ang. Capacitance Scanning Microscope, CSM, określa pojemność elektryczną układu próbka-próbnik – stąd można wyznaczyć przenikalność elektryczną próbki)
  - Środowiskowy AFM (ang. Environmental AFM, praca w cieczy – ang. Liquid Cell AFM, LC AFM – lub kontrolowanej atmosferze i temperaturze – nawet do kilkuset °C)
  - Elektrochemiczny AFM (Skaningowy Mikroskop Elektrochemiczny, ang. Electrochemical AFM, ECAFM, równolegle z pomiarem AFM w cieczy można wykonywać pomiar potencjału elektrycznego, pH itp.)
- Mikroskop optyczny bliskiego pola (ang. Near-field Scanning Optical Microscope, NSOM lub ang. Scanning Near-field Optical Microscope, SNOM) – pomiar intensywności światła przechodzącego przez próbkę lub odbitego od niej – źródłem światła jest odpowiednio uformowany tzw. lejek świetlny (ang. light funnel), czyli próbnik pełniący rolę światłowodu – dzięki odpowiedniej budowie uzyskuje się ok. 10-krotne zwiększenie rozdzielczości w porównaniu z możliwą do uzyskania w klasycznych mikroskopach optycznych (zamiast 500 nm rzędu 50 nm) – funkcję skanowania obrazu (x-y-z) wykonuje standardowy układ sterowania mikroskopu AFM. Zaletą takiego mikroskopu jest uzyskiwanie takich samych obrazów kolorowych jak to jest w przypadku mikroskopu optycznego, ale o większej rozdzielczości – w przypadku innych rodzajów mikroskopów SPM, a także mikroskopów elektronowych SEM (ang. Scanning Electron Microscope) i TEM (ang. Transmission Electron Microscope), barwy są czysto umowne.

## Tryby działania SPM
Mikroskopy SPM działają w kilku podstawowych trybach:
- tryb stałej siły (ang. Constant Force Mode, lub stałego sygnału dowolnego typu) – układ ujemnego sprzężenia zwrotnego wbudowany w urządzenie sterujące (ang. controller) zapewnia bardzo dużą szybkość działania bez dodatkowej ingerencji sterującego pomiarem komputera i oprogramowania – informacja uzyskana układu sterowania pozwala na zrekonstruowanie obrazu
- tryb stałej wysokości (ang. Constant Height Mode) – pomiar dokonywany jest przez skanowanie bez zmiany wysokości, a obraz jest konstruowany dzięki interpretacji zmiennego sygnału
- tryb kontaktowy (ang. Contact Mode, np. CM AFM, z wyjątkiem mikroskopu STM i innych gdzie pomiar jest wykonywany przez pomiar prądu lub potencjału elektrycznego) – sonda jest prowadzona przy dużym nacisku na próbkę – tylko dla twardych powierzchni, może być niszczący
- tryb bez kontaktu (ang. Non-Contact Mode, np. NC AFM) nadaje się do dowolnych próbek
- tryb z przerywanym kontaktem (ang. Intermittent Contact Mode, np. IC AFM; Tapping Mode, TM AFM) – próbnik w każdym punkcie obrazu jest najpierw odsuwany daleko od próbki, a następnie zbliżany – wymaga długich i ostrych próbników, może być stosowany do powierzchni o bardzo zróżnicowanej topografii i dużych różnicach wysokości pomiędzy sąsiednimi punktami próbki.
- tryb pomiaru krzywej siła-odległość (ang. Force-Curve Mode) – zamiast pomiaru obrazu wykonuje się badanie zależności siły (w AFM; innego sygnału w innych wersjach) od odległości próbnika od próbki – wykorzystuje się to w celu badania fizykochemicznych właściwości próbek lub określonych układów.
- tzw. Spektroskopia Skaningowa (tunelowa, atomowa itd.) – zamiast pojedynczej (lub kilku) wartości mierzonej w każdym punkcie próbki, mierzy się całą serię wartości (z reguły kilkadziesiąt) w pewnym zakresie odległości od próbki (jak powyżej w trybie pomiaru krzywej siła-odległość). Najczęściej pomiary można wykonywać na standardowych mikroskopach, wymagane jest jednak odpowiednie oprogramowanie sterujące i analizujące obraz

Mikroskopy AFM wykorzystuje się również często do badań in-situ (łac.) – np. do bezpośredniej obserwacji procesu formowania cząstek koloidalnych w roztworze.

## Analiza obrazu SPM

### Czynniki wpływające na tworzenie obrazu
Podstawową rzeczą przy stosowaniu mikroskopów SPM jest interpretacja danych otrzymywanych bezpośrednio z aparatury – należy pamiętać o tym, że bezpośrednio zbierane dane nie mają charakteru współrzędnych (x, y, z) punktów obrazu – nawet w przypadku położenia poziomego (x, y). Jest wiele czynników, które wpływają na obserwowane wartości, spośród których najważniejsze to:
- skończony rozmiar poprzeczny próbników SPM (w dodatku rosnący wraz z odległością do próbki) oraz możliwość „sondowania” jedynie pod pewnymi określonymi kątami – nie można „zaglądnąć” we wszystkie miejsca próbki: wąskie szczeliny, obszary pomiędzy blisko położonymi obszarami o znacznej wysokości względem płaszczyzny próbki a szczególnie np. „pod” lub „między” cząstki umieszczone na powierzchni – można obserwować jedynie ich górne części.
- niedoskonałość budowy i kształtu próbnika (sondy) SPM – niezgodność kształtu z założeniami nowego próbnika (inny kształt geometryczny, czasami kilka wierzchołków zamiast jednego), a także jego zużywanie się (erozja, odłamywanie) i kontaminacja (zanieczyszczanie) w trakcie pracy mikroskopu
- w przypadku próbek o dużych różnicach wysokości pomiędzy bliskimi punktami próbek (ang. ang. high aspect ratio): ze względu na zasięg sił stosowanych w pomiarach sąsiednie punkty próbki często wpływają na obraz silniej niż miejsce nad którym próbnik się znajduje
- w przypadku pomiarów, które nie są prowadzone w wysokiej próżni (ang. ang. UHV), obecność pary wodnej powoduje formowanie menisku wody, którym może silnie wpływać na wynik pomiaru
- nieliniowość i histereza skanerów piezoelektrycznych (pozycjonowanie próbka-próbnik)
- szumy oraz zewnętrzne drgania

### Artefakty
Te wszystkie czynniki wpływają na to, że na obrazach SPM pojawiają się tzw. artefakty (ang. artifact), czyli obiekty, które w rzeczywistości nie istnieją, fragmenty obrazu które „wyglądają” (niekoniecznie w sensie optycznym!) w rzeczywistości inaczej.
Najłatwiejsze do zaobserwowania artefakty to np. sferyczne cząstki koloidalne osadzone na gładkim podłożu (np. mice) wyglądające jak zaokrąglone i pochylone piramidki. Kształt tych „piramidek” jest wynikiem połączenia w obrazie cech powierzchni (kulista górna część cząstek koloidu „unosząca się” nad płaską powierzchnią podłoża) oraz cech próbnika (typowo: odwrócona piramida z zaokrąglonym czubkiem) – krzywizna zaokrąglonej części zaobserwowanej „piramidki” ma wówczas promień krzywizny równy sumie promieni krzywizny cząstki koloidu i czubka próbnika (ang. ang. cantilever tip). Dolna część pochylonych „piramidek” odzwierciedla zasadniczą cechę budowy typowego próbnika (odwrócona i lekko pochylona piramida) oraz zaokrąglenie wynikające z kulistego kształtu cząstki koloidu.
Jak można rozpoznać tego typu artefakty związane z kształtem próbnika? W przypadku gdy wszystkie obiekty na obrazie wyglądają na w jakiś sposób zdeformowane, ale deformacja ma dokładnie ten sam charakter – np. „piramidki” są identycznie zorientowane (np. pochylenie i krawędzie zawsze pod tym samym kątem).
Podobnie jest z np. obserwowaniem „podwójnych” obrazów – jest to wynik defektu próbnika posiadającego podwójny „szczyt” – w wyniku błędnego wykonania, pęknięcia lub kontaminacji.
Dość często przy dużych stromych obiektach na płaskiej powierzchni obserwuje się (wszędzie takie same) zagłębienia – mogą one być związane z histerezą skanera piezoelektrycznego lub boczną deformacją ramienia próbnika spowodowaną bocznym oddziaływaniem próbnika z obiektem.

### Korekta obrazu
Aby rozwiązać te i inne problemy stosuje się wiele metod:
- usuwanie szumów poprzez wygładzanie – np. gaussowskie, FFT, falki (ang. wavelets), korekta przesuniętych linii skanowania
- korekta kształtu obrazu uwzględniająca nieliniowość i histerezę skanerów
- znając w miarę dokładny kształt próbnika można przeprowadzić częściową rekonstrukcję powierzchni próbki (przy uwzględnieniu ograniczeń związanych z samą metodą), poprzez tzw. dokonwolucję (ang. ang. deconvolution)
  - kalibracja próbnika (sondy) za pomocą tego samego SPM pozwala uwzględnić różnice w porównaniu do założonego kształtu i ustawienia oraz kontaminację – stosując znaną próbkę (np. siatka dyfrakcyjna, specjalnie trawione płytki kalibracyjne, kuliste cząstki koloidalne na gładkiej powierzchni) wykonuje się obraz SPM, a potem poprzez porównanie otrzymanego obrazu z (w przybliżeniu) rzeczywistym wyglądem próbki dokonuje się rekonstrukcji kształtu próbnika
  - kalibracja próbnika na podstawie obrazu z mikroskopu elektronowego (możliwa jedynie po pomiarze) – próbnika nie da się już wykorzystać, nie można zaobserwować różnic w ustawieniu próbnika w stosunku do założonego, nie można monitorować zużywania próbnika ani jego kontaminacji
- dość często łączy się kilka trybów lub kilka pomiarów w tym samym trybie działania mikroskopów AFM w celu uzyskania dodatkowych informacji – np. co najmniej dwukrotny pomiar w mikroskopie MFM przeprowadzony na różnych wysokościach nad próbką umożliwia rozdzielenie informacji o topografii próbki (góry/doliny) od informacji na temat jej budowy magnetycznej: oddziaływanie magnetyczna maleje z odległością dużo słabiej niż siły van der Waalsa – znając charakter zmienności obu sił od odległości możemy poprzez rozwiązanie prostego układu równań otrzymać obie informacje.
- tworzenie menisku wody ma niewielki wpływ na obraz mierzony w trybie kontaktowym